# 颱風巴威 (2020年)
颱風巴威（英語：Typhoon Bavi，國際編號：2008，聯合颱風警報中心：WP092020，菲律賓大氣地球物理和天文管理局：Igme）是2020年太平洋颱風季第8個被命名的風暴。「巴威」一名由越南所提供，是指位於河內市巴位縣的巴位山脈，峰頂高達1281米，該處有一國家公園。

## 氣象歷史
8月17日，一個熱帶擾動在菲律賓呂宋島東方海域生成，美國海軍研究實驗室給予擾動編號90W。
8月21日凌晨12時15分，聯合颱風警報中心將其評級提升為「中」。上午5時，聯合颱風警報中心將其評級提升為「高」，並對其發布熱帶氣旋形成警報。上午8時，日本氣象廳將其升格為熱帶低氣壓。下午2時，台灣中央氣象局將其升格為熱帶性低氣壓，給予編號TD10，並於下午4時10分發布熱帶性低氣壓特報。晚上7時，聯合颱風警報中心將其升格為熱帶低氣壓，給予熱帶氣旋編號09W。晚上8時，日本氣象廳對其發布烈風警報。同時，中國國家氣象中心將其升格為熱帶低氣壓。晚上11時，香港天文台跟隨將其升格。
8月22日上午8時，日本氣象廳將其升格為熱帶風暴，給予國際編號2008，並命名「巴威」，聯合颱風警報中心則於不久後跟隨。隨後，中國國家氣象中心、澳門地球物理暨氣象局以及香港天文台陸續跟隨升格。同時，台灣中央氣象局也將其升格為輕度颱風，上午10時30分發布海上颱風警報。下午5時，中國國家氣象中心將其升格為強熱帶風暴。日本氣象廳及香港天文台也在下午5時將其升格。8月22日下午23時30分，中央氣象局發布解除海上颱風警報。
8月23日下午2時，聯合颱風警報中心將其升格為颱風，晚間8時，聯合颱風警報中心將風速升至70 kn（130 km/h）。
8月24日凌晨2時，中國國家氣象中心及香港天文台將其升格為颱風；凌晨3時，聯合颱風警報中心將風速降至65 kn（120 km/h），並撤銷23日下午2時以及晚間8時之升格。但於上午8時，聯合颱風警報中心再度提升其風速至70節。上午11時，日本氣象廳將其升格為颱風。下午2時，台灣中央氣象局將其升格為中度颱風。
8月25日上午11時，中國國家氣象中心及香港天文台將其升格為強颱風。
同日晚間至26日凌晨，巴威進入眼牆置換循環，中心風力稍微下跌。26日早上，巴威成功替換眼牆，強度再度回升。
8月27日上午8時，中央氣象局將其降格為輕度颱風。8时30分左右，巴威在朝鲜平安北道靠近中朝边境一带的沿海登陆，登陆时中心附近最大风力有12级，风速为68 kn（126 km/h），中心最低气压为970百帕。至10时左右，巴威已减弱为强热带风暴；12时再减弱为热带风暴。下午2時，日本氣象廳表示巴威已轉化為溫帶氣旋。下午4時，聯合颱風警報中心對其發布最後警告。下午5时，中国国家气象中心再将巴威降格为热带低压，并预报其将在当日夜间到翌日凌晨转化为温带气旋。晚上8时，中国国家气象中心称很难确定巴威的环流中心，并宣布停止对其的编号。8月28日下午，日本气象厅从天氣图上移除此天气系统。
巴威是繼2019年後第二個以颱風等級登陸朝鮮的颱風。

## 防災措施及影響

### 臺灣
- 當地評定之巔峰強度分級：（CWA）
- 當地評定之最高持續風速：43每秒（84節；150每小時）（十分鐘）

當地發布之颱風警報：海上颱風警報
氣象局表示，原位於台灣東方海面的熱帶性低氣壓，已經在上午增強為輕度颱風，並命名為「巴威」，並預告即將對巴威發布海上颱風警報。上午10時30分，台灣中央氣象局對台灣東部海面與台灣北部海面發布海上颱風警報，當時巴威位於花蓮縣東南東方140公里之海面上。隨著颱風遠離，中央氣象局於晚上11時30分解除颱風警報。中央氣象局合共向巴威發布了6報海上颱風警報，追平了中央氣象局自1994年改制三小時一報以來最少報的紀錄，同為6報的是1996年的熱帶風暴麗莎。

### 韩国
巴威在韩国济州岛造成1名17岁少年死亡。

### 中國大陸
國家氣象中心發佈之最高颱風預警信號： 颱風紅色預警信號
國家氣象中心於8月22日上午10時發布颱風藍色預警信號。並於23日上午10時改發布颱風黃色預警信號。25日18时，中央气象台改为发布台风橙色预警信号。隨着巴威接近，国家防总决定于8月25日12时启动防汛防颱风Ⅳ级应急响应。26日12時，國家防總將防汛防颱風Ⅳ级應急響應提升至Ⅲ级。26日18时，中央气象台发布台风红色预警信号，成为2020年发布的首个台风红色预警。
27日上午10时，中央气象台直接下调为台风蓝色预警。27日18时，中央气象台解除台风蓝色预警。

#### 浙江省

##### 台州市
台州海事部门於8月23日上午9点30分启动Ⅳ级防台警报。

#### 山東省
山東省氣象台發佈之最高颱風預警信號： 颱風橙色預警信號
山東省氣象台於8月25日11時發布颱風橙色預警信號。隨著巴威接近，山东省防汛抗旱指挥部决定于8月25日16时启动防汛防颱风Ⅳ级应急响应。

##### 威海市
威海市氣象台發佈之最高颱風預警信號： 颱風橙色預警信號
威海市氣象台於8月25日11時30分發布颱風橙色預警信號。

##### 濰坊市
濰坊市氣象台發佈之最高颱風預警信號： 颱風橙色預警信號
濰坊市氣象台於8月25日15時6分發布颱風橙色預警信號。

##### 煙臺市
煙臺市氣象台發佈之最高颱風預警信號： 颱風黃色預警信號
煙臺市氣象台於8月25日14時30分發布颱風黃色預警信號。

##### 青島市
青島市氣象台發佈之最高颱風預警信號： 颱風黃色預警信號
青島市氣象台於8月25日16時20分發布颱風黃色預警信號。

##### 日照市
日照市氣象台發佈之最高颱風預警信號： 颱風黃色預警信號
日照市氣象台於8月25日16時30分發布颱風黃色預警信號。

#### 辽宁省
辽宁省气象灾害监测预警中心发布之最高台风预警信号： 颱風紅色預警信號
本次台风为1949年以来第二个直接正面袭击辽宁的台风。8月25日，辽宁省启动防台风三级应急响应，同时庄河海上风电场日发电413.55万度，並於26日上午10時将防台风应急响应提升至二级。26日17時11分辽宁省气象灾害监测预警中心發布颱風橙色預警信號。26日20時9分改發布颱風紅色預警信號。受台风影响，辽宁省多个城市停工、停课、旅游景区关闭。

##### 大连市
大连市气象台发布之最高台风预警信号： 颱風紅色預警信號
大连市气象台2020年8月26日7时50分发布台风黄色预警信号。26日17時31分改發布颱風橙色預警信號。26日20時20分改發布颱風紅色預警信號。这是大连市气象台历史上，首次发布台风红色预警信号。27日，大连全市政府机关、企事业单位、公共服务场所实行停工、停业、停市、停课。

#### 吉林省
吉林省氣象台發佈之最高颱風預警信號： 颱風藍色預警信號
吉林省氣象台於8月26日16時4分發布颱風藍色預警信號，並啟動重大氣象災害Ⅱ级響應。長春市防汛抗旱指揮部27日宣布，全市各單位除必須按時下班外，下班時間提前至中午12時，各中小學、幼兒園下午停課。同时，自当日中午12時起，长春各夜市、室外旅游景區關閉，建築工地等室外作業停止施工。

### 朝鲜

8月27日颱風巴威登陸於朝鮮平安北道沿海

8月25日，朝鲜劳动党召开第七届中央委员会第十七次政治局扩大会议和第七届中央委员会第五次政务局会议，会上就“国家防颱紧急对策问题”进行了讨论。朝鲜各地也开展“群众性运动”防范台风灾害。

## 熱帶氣旋警告使用紀錄

### 臺灣
| 交通部中央氣象局 天氣特報 | 交通部中央氣象局 天氣特報 | 交通部中央氣象局 天氣特報 |
| ------------------------- | ------------------------- | ------------------------- |
| 上一熱帶氣旋              | 熱帶性低氣壓特報          | 下一熱帶氣旋              |
| 輕度颱風米克拉            | 熱帶性低氣壓特報          | 輕度颱風閃電              |
| 交通部中央氣象局 颱風警報 |                           |                           |
| 輕度颱風米克拉            | 海上颱風警報              | 輕度颱風艾莎尼            |

### 中國大陸
| 国家气象中心 颱風預警信號 | 国家气象中心 颱風預警信號 | 国家气象中心 颱風預警信號 |
| ------------------------- | ------------------------- | ------------------------- |
| 上一熱帶氣旋              | 颱風藍色預警信號          | 下一熱帶氣旋              |
| 颱風海高斯                | 颱風藍色預警信號          | 超強颱風美莎克            |
| 颱風海高斯                | 颱風黃色預警信號          | 熱帶風暴浪卡              |
| 颱風海高斯                | 颱風橙色預警信號          | 颱風查帕卡                |
| 超強颱風利奇馬            | 颱風紅色預警信號          | 強颱風梅花                |

## 外部連結
| 太平洋颱風季             |
| 主題頁 - 專題 - 編輯指南 |

- （日語）日本氣象廳首頁 （页面存档备份，存于）
- （英文）聯合颱風警報中心首頁（页面存档备份，存于）
- （简体中文）中國國家氣象中心首頁（页面存档备份，存于）
- （繁體中文）臺灣中央氣象局首頁（页面存档备份，存于）
- （繁體中文）香港天文台首頁（页面存档备份，存于）
- （繁體中文）澳門地球物理暨氣象局首頁（页面存档备份，存于）
- （英文）菲律賓大氣地球物理和天文管理局 惡劣天氣公告（页面存档备份，存于）
- （泰文）泰國氣象局首頁 （页面存档备份，存于）